# Синьогуша брадатка
Синьогуша брадатка (Megalaima asiatica) е вид птица от семейство Брадаткови (Megalaimidae).

## Разпространение
Видът е разпространен в Индийския субконтинент и Югоизточна Азия.